# Amerikai rövid szőrű
Az amerikai rövid szőrű a macskafajtákhoz sorolható. Kisebb  emlős,  ragadozó. A fajta képviselői háziállatnak számítanak, vadászképességeik mégis megmaradtak. Ennek ellenére rendkívül jó természetű állatok. Rendkívül intelligens állat, egyszerű parancsokra lehet rávenni és kisebb feladatok betanulására. 
Régen a macska vadászképességei miatt kedvelték oly nagyon, így mikor az első amerikai telepesek Amerikába utaztak, a hajóutakon rendkívül hasznukra váltak, hiszen elkaptak minden rágcsálót. Szárazföldön szintúgy kedvelték őket, gondoskodtak arról, hogy a gabonáktól az élősködők távol maradjanak. Mai tudás szerint, az amerikai rövid szőrű macska őseinek számítanak az első észak-amerikai telepesek négylábú kedvencei.

## Külső megjelenése
Ez a közepes méretűnek számító macska rendkívül izmos, mégis hajlékony felépítésű. Megjelenése atléta alkatú, közepesen hosszú lábai vannak. Hosszú farka és széles farktöve van. A leggyakoribb a sárga szem, és az egyenes fülek, melyek kis távolságra helyezkednek el egymástól. Szőrének szerkezete és hossza az európai rövid szőrűéhez hasonlít.

## Jelleme
Jellemük egyszerűnek számít, kevésbé domináló, viszont elődeik tulajdonságai megmaradtak bennük. Kiváló vadászok, viszont egyáltalán nem agresszívak, sőt, nyugodtak és emberközpontúak. Játékos, viszont mint minden macskafajta, a nap nagy részében alvással tölti az idejét. Rendkívül jó családi macskának számítanak. Felettébb alkalmazkodnak a környezetükhöz, az emberekhez, ezért nem szokott velük különösebb gond lenni akkor sem, ha másik macskáról van szó. 

## Története
Eredetileg „amerikai” macskának számít, bár a gyarmatosítók előtt nem voltak fellelhetők ilyen kis termetű macskák. A macska ősei voltak az első Amerikába áttelepülő európai telepesek kísérői. Hatalmas tiszteletet kaptak akkoriban: nagyon keményen dolgozó állatnak tekintették őket, hiszen a hajón ők kapták el az egereket és más kártevőket. 
A 19. század végén az amerikai rövid szőrű vérvonala felhígult az Államokba importált macskafajták miatt, ezért a tenyésztők csoportja célzott tenyésztési programba kezdett 1906-ban. Tenyésztésére is olyan általánosságok vonatkoznak, mint bármelyik macskafajtánál, ideértve a szőrhosszt, a testfelépítést, a színt és a jellemet. Az összes színárnyalatot elismerik, mégis a szürke számít a legkedveltebbnek.